# Lochmannshof
Lochmannshof ist ein Gemeindeteil der Stadt Altdorf bei Nürnberg im Landkreis Nürnberger Land (Mittelfranken, Bayern). Lochmannsdorf liegt in der Gemarkung Altdorf.

## Geografische Lage
Die Einöde Lochmannshof bildet mit Prackenfels im Norden eine geschlossene Siedlung. Diese liegt direkt an der südlich daran vorbeifließenden Schwarzach. Eine Gemeindeverbindungsstraße führt die Bundesautobahn 3 unterquerend nach Altdorf zur Staatsstraße 2240 (1,2 km nördlich) bzw. nach Prethalmühle (0,2 km östlich).

## Geschichte
Mit dem Gemeindeedikt (frühes 19. Jahrhundert) wurde Lochmannshof dem Steuerdistrikt Rasch und der Munizipalgemeinde Altdorf zugewiesen.

## Baudenkmäler
- Haus Nr. 2: ehemaliges Wohnstallhaus[6]